# 브라이언 조지
브라이언 조지(Brian George, 1952년 7월 1일 ~ )는 영국의 배우이다.

## 출연 작품
- 배트맨: 더 둠 댓 케임 투 고담 (2023) - 알프레드 역 (목소리)
- 디펜던츠 데이 (2016)
- 더 파티 이즈 오버 (2015)
- 박스트롤 (2014)
- 배트맨 - 언더 더 레드 후드 (2010)
- 슈퍼맨/배트맨: 퍼블릭 에너미 (2009)
- 쉐이드 오브 레이 (2008)
- 스펙타큘러 스파이더맨 (2008)
- 배트맨 - 고담 나이트 (2008)
- 피니와 퍼브 (2007)
- 넘 (2007)
- 세이브드 (2006)
- 이 달의 점원 (2006)
- 터치 오브 핑크 (2004)
- 댓츠 소 레이번 (2003)
- 바그다드의 소년들 (2002)
- 저스티스 리그 (2001)
- 사랑은 언제나 좋아 (2001)
- 프라임 기그 (2000)
- 판타스틱 소녀 백서 (2000)
- 키핑 더 페이스 (2000)
- 배트맨 비욘드: 더 무비 (1999)
- 형사 가제트 (1999)
- 그라운드 콘트롤 (1998)
- 로라 (1997)
- 오스틴 파워: 제로 (1997)
- 못말리는 로빈 훗 (1993)
- 붉은 돼지 (1992)
- 피닉스 (1990)
- 스피드 존 (1989)
- 페이레일 로예일 (1988)
- 록산느 (1987)
- 데이트 소동 (1987)
- 아기 곰 구출단 (1985, The Care Bears Movie) - 목소리

### 텔레비전
- 호보 (1983)
- 쌍둥이 에디슨 (1984-85)
- 사인펠드 (1991-98)
- Coach (1992-93)
- 더 볼드 앤 더 뷰티풀 (1994-95)
- 배트맨 비욘드 (1999-2001) - 목소리
- 아메리칸 대드! (2005) - 목소리
- 두 남자와 1/2 (2005)
- 빅뱅 이론 (2007-19)
- 미국 십대의 비밀생활 (2008-13)
- 스타워즈: 클론 전쟁 (2008-14) - 목소리
- 더 영 앤 더 레스트리스 (2010)